# Campionato europeo maschile di pallamano 2022
Il campionato europeo maschile di pallamano 2022 è stato la 15ª edizione del massimo torneo di pallamano per squadre nazionali maschili, organizzato dalla European Handball Federation (EHF). Il torneo si è disputato dal 13 al 30 gennaio 2022 in Ungheria e Slovacchia.
Il campionato è stato vinto per la quinta volta dalla Svezia, che in finale ha battuto la Spagna per 27-26.

## Assegnazione del torneo
Il 20 giugno 2018, durante il 14º Congresso dell'EHF, tenutosi a Glasgow, la candidatura congiunta di Ungheria e Slovacchia superò la concorrenza della candidatura congiunta di Belgio-Francia-Spagna con 32 voti a favore sui 46 totali.

## Formato
Le 24 nazionali partecipanti sono state suddivise in sei gironi da quattro squadre ciascuno. Le prime due classificate accedono alla seconda fase, dove sono suddivise in due gironi da sei squadre ciascuno: ciascuna squadra porta nella seconda fase i punti conquistati contro l'altra qualificate del proprio girone e affronta le altre quattro squadre. Le prime due classificate accedono alle semifinali, mentre le terze partecipano alla finale per il quinto posto. La prime tre classificate si qualificano al campionato mondiale 2023 e al campionato europeo 2024.

## Impianti
Alla candidatura e al momento dell'assegnazione dell'organizzazione del torneo, erano stati designati sei impianti in sei città differenti, quattro in Ungheria (Budapest, Debrecen, Seghedino e Veszprém) e due in Slovacchia (Bratislava e Košice). Qualche mese dopo l'assegnazione il presidente della federazione ungherese annunciò la costruzione di un'arena da circa 20 000 posti a Budapest, che avrebbe sostituito la László Papp Budapest Sports Arena, così come il rinnovamento degli altri impianti. A metà 2019 la ricostruzione della Veszprém Aréna venne cancellata, così venne decise che le partite di uno dei gironi preliminari sarebbero state disputate nella nuova arena di Budapest e non più a Veszprém.
| Budapest                        | Budapest                        | Budapest Debrecen Seghedino Bratislava Košice | Bratislava                           |
| ------------------------------- | ------------------------------- | --------------------------------------------- | ------------------------------------ |
| Budapest Arena Capacità: 20 022 | Budapest Arena Capacità: 20 022 | Budapest Debrecen Seghedino Bratislava Košice | Ondrej Nepela Arena Capacità: 12 500 |
|                                 |                                 | Budapest Debrecen Seghedino Bratislava Košice |                                      |
| Debrecen                        | Seghedino                       | Budapest Debrecen Seghedino Bratislava Košice | Košice                               |
| Főnix Hall Capacità: 8 500      | Pick Aréna Capacità: 8 143      | Budapest Debrecen Seghedino Bratislava Košice | Steel Aréna Capacità: 8 350          |
|                                 |                                 | Budapest Debrecen Seghedino Bratislava Košice |                                      |

## Squadre partecipanti
| Nazione              | Qualificata come                          | Data di qualificazione | Precedenti partecipazioni1,2                                                            |
| -------------------- | ----------------------------------------- | ---------------------- | --------------------------------------------------------------------------------------- |
| Ungheria             | Nazione ospitante                         | 20 giugno 2018         | 13 (1994, 1996, 1998, 2004, 2006, 2008, 2010, 2012, 2014, 2016, 2018, 2020)             |
| Slovacchia           | Nazione ospitante                         | 20 giugno 2018         | 3 (2006, 2008, 2012)                                                                    |
| Spagna               | Campione in carica                        | 26 gennaio 2020        | 14 (1994, 1996, 1998, 2000, 2002, 2004, 2006, 2008, 2010, 2012, 2014, 2016, 2018, 2020) |
| Croazia              | Vice campione in carica                   | 26 gennaio 2020        | 14 (1994, 1996, 1998, 2000, 2002, 2004, 2006, 2008, 2010, 2012, 2014, 2016, 2018, 2020) |
| Germania             | Qualificazioni                            | 10 gennaio 2021        | 13 (1994, 1996, 1998, 2000, 2002, 2004, 2006, 2008, 2010, 2012, 2016, 2018, 2020)       |
| Serbia               | Qualificazioni                            | 28 febbraio 2021       | 6 (2010, 2012, 2014, 2016, 2018, 2020)                                                  |
| Svezia               | Qualificazioni                            | 28 aprile 2021         | 13 (1994, 1996, 1998, 2000, 2002, 2004, 2008, 2010, 2012, 2014, 2016, 2018, 2020)       |
| Russia               | Qualificazioni                            | 28 aprile 2021         | 13 (1994, 1996, 1998, 2000, 2002, 2004, 2006, 2008, 2010, 2012, 2014, 2016, 2020)       |
| Macedonia del Nord   | Qualificazioni                            | 28 aprile 2021         | 6 (1998, 2012, 2014, 2016, 2018, 2020)                                                  |
| Danimarca            | Qualificazioni                            | 28 aprile 2021         | 13 (1994, 1996, 2000, 2002, 2004, 2006, 2008, 2010, 2012, 2014, 2016, 2018, 2020)       |
| Francia              | Qualificazioni                            | 29 aprile 2021         | 14 (1994, 1996, 1998, 2000, 2002, 2004, 2006, 2008, 2010, 2012, 2014, 2016, 2018, 2020) |
| Norvegia             | Qualificazioni                            | 29 aprile 2021         | 9 (2000, 2006, 2008, 2010, 2012, 2014, 2016, 2018, 2020)                                |
| Islanda              | Qualificazioni                            | 29 aprile 2021         | 11 (2000, 2002, 2004, 2006, 2008, 2010, 2012, 2014, 2016, 2018, 2020)                   |
| Portogallo           | Qualificazioni                            | 29 aprile 2021         | 6 (1994, 2000, 2002, 2004, 2006, 2020)                                                  |
| Bielorussia          | Qualificazioni                            | 29 aprile 2021         | 6 (1994, 2008, 2014, 2016, 2018, 2020)                                                  |
| Slovenia             | Qualificazioni                            | 29 aprile 2021         | 12 (1994, 1996, 2000, 2002, 2004, 2006, 2008, 2010, 2012, 2016, 2018, 2020)             |
| Paesi Bassi          | Qualificazioni                            | 29 aprile 2021         | 1 (2020)                                                                                |
| Austria              | Qualificazioni                            | 2 maggio 2021          | 4 (2010, 2014, 2018, 2020)                                                              |
| Rep. Ceca            | Qualificazioni                            | 2 maggio 2021          | 10 (1996, 1998, 2002, 2004, 2008, 2010, 2012, 2014, 2018, 2020)                         |
| Montenegro           | Qualificazioni                            | 2 maggio 2021          | 5 (2008, 2014, 2016, 2018, 2020)                                                        |
| Bosnia ed Erzegovina | Prima miglior terza alle qualificazioni   | 2 maggio 2021          | 1 (2020)                                                                                |
| Polonia              | Seconda miglior terza alle qualificazioni | 2 maggio 2021          | 9 (2000, 2002, 2004, 2006, 2008, 2010, 2012, 2014, 2016, 2020)                          |
| Ucraina              | Terza miglior terza alle qualificazioni   | 2 maggio 2021          | 6 (2000, 2002, 2004, 2006, 2010, 2020)                                                  |
| Lituania             | Quarta miglior terza alle qualificazioni  | 2 maggio 2021          | 1 (1998)                                                                                |

1 Il grassetto indica la vittoria del torneo
2 Il corsivo indica se è stata la nazione ospitante del torneo

## Arbitri
Il 10 settembre 2021 sono state selezionate le coppie arbitrali. Il 10 gennaio sono state aggiunte ulteriori due coppie.
| Arbitri    | Arbitri                                 | Arbitri |
| Nazione    | Nomi                                    |         |
| ---------- | --------------------------------------- | ------- |
| Austria    | Radojko Brkić Andrej Jusufhodžić        |         |
| Croazia    | Matija Gubica Boris Milošević           |         |
| Rep. Ceca  | Václav Horáček Jiří Novotný             |         |
| Danimarca  | Jesper Madsen Mads Hansen               |         |
| Francia    | Charlotte Bonaventura Julie Bonaventura |         |
| Germania   | Robert Schulze Tobias Tönnies           |         |
| Ungheria   | Ádám Bíró Olivér Kiss                   |         |
| Islanda    | Jónas Elíasson Anton Palsson            |         |
| Lituania   | Vaidas Mažeika Mindaugas Gatelis        |         |
| Montenegro | Ivan Pavićević Miloš Ražnatović         |         |

| Arbitri            | Arbitri                          | Arbitri |
| Nazione            | Nomi                             |         |
| ------------------ | -------------------------------- | ------- |
| Macedonia del Nord | Slave Nikolov Gjorgji Nachevski  |         |
| Norvegia           | Lars Jørum Håvard Kleven         |         |
| Portogallo         | Duarte Santos Ricardo Fonseca    |         |
| Romania            | Bogdan Stark Romeo Ştefan        |         |
| Serbia             | Nenad Nikolić Dušan Stojković    |         |
| Slovacchia         | Boris Mandák Mário Rudinský      |         |
| Slovenia           | Bojan Lah David Sok              |         |
| Spagna             | Andreu Marín Ignacio García      |         |
| Svezia             | Mirza Kurtagić Mattias Wetterwik |         |
| Svizzera           | Arthur Brunner Morad Salah       |         |

## Sorteggio
Il sorteggio dei gironi si è tenuto il 6 maggio 2021 a Budapest.
| Urna 1                                                           | Urna 2                                                      | Urna 3                                                                          | Urna 4                                                                           |
| ---------------------------------------------------------------- | ----------------------------------------------------------- | ------------------------------------------------------------------------------- | -------------------------------------------------------------------------------- |
| - Spagna - Croazia - Norvegia - Slovenia - Germania - Portogallo | - Svezia - Ungheria - Russia - Danimarca - Serbia - Austria | - Slovacchia - Bielorussia - Islanda - Rep. Ceca - Francia - Macedonia del Nord | - Paesi Bassi - Montenegro - Ucraina - Polonia - Bosnia ed Erzegovina - Lituania |

## Turno preliminare
Si qualificano al turno principale le prime due classificate di ciascuno dei sei gruppi.
L'orario di riferimento è quello locale UTC+1.

### Girone A

#### Classifica
| Pos. | Squadra            | Pt | G | V | N | P | GF | GS | DR  |
| ---- | ------------------ | -- | - | - | - | - | -- | -- | --- |
| 1.   | Danimarca          | 6  | 3 | 3 | 0 | 0 | 95 | 65 | +30 |
| 2.   | Montenegro         | 4  | 3 | 2 | 0 | 1 | 82 | 86 | -4  |
| 3.   | Slovenia           | 2  | 3 | 1 | 0 | 2 | 82 | 92 | -10 |
| 4.   | Macedonia del Nord | 0  | 3 | 0 | 0 | 3 | 70 | 86 | -16 |

#### Risultati
| Arbitri: | Radojko Brkić Andrej Jusufhodžić |

|           |           |                 |
| Dolenec 5 | Marcatori | C. Kuzmanoski 8 |

| Arbitri: | Bogdan Stark Romeo Ştefan |

|              |           |              |
| M. Hansen 10 | Marcatori | B. Vujović 7 |

| Arbitri: | Mindaugas Gatelis Vaidas Mažeika |

|             |           |                       |
| Velkovski 6 | Marcatori | Anđelić, M. Vujović 6 |

| Arbitri: | Andreu Marín Ignacio García |

|             |           |             |
| Mačkovšek 6 | Marcatori | M. Hansen 8 |

| Arbitri: | Mirza Kurtagić Mattias Wetterwik |

|              |           |                   |
| B. Vujović 9 | Marcatori | Dolenec, Kodrin 6 |

| Arbitri: | Boris Mandák Mário Rudinský |

|            |           |              |
| Peševski 6 | Marcatori | Kirkeløkke 9 |

### Girone B

#### Classifica
| Pos. | Squadra     | Pt | G | V | N | P | GF | GS | DR |
| ---- | ----------- | -- | - | - | - | - | -- | -- | -- |
| 1.   | Islanda     | 6  | 3 | 3 | 0 | 0 | 88 | 82 | +6 |
| 2.   | Paesi Bassi | 4  | 3 | 2 | 0 | 1 | 91 | 88 | +3 |
| 3.   | Ungheria    | 2  | 3 | 1 | 0 | 2 | 89 | 92 | -3 |
| 4.   | Portogallo  | 0  | 3 | 0 | 0 | 3 | 85 | 91 | -6 |

#### Risultati
| Arbitri: | Mirza Kurtagić Mattias Wetterwik |

|         |           |          |
| Lékai 9 | Marcatori | Smits 11 |

| Arbitri: | Robert Schulze Tobias Tönnies |

|                   |           |              |
| Iturriza, Silva 4 | Marcatori | Guðjónsson 5 |

| Arbitri: | Václav Horáček Jiří Novotný |

|               |           |         |
| 3 giocatori 5 | Marcatori | Máthé 8 |

| Arbitri: | Radojko Brkić Andrej Jusufhodžić |

|              |           |          |
| Guðjónsson 8 | Marcatori | Smits 13 |

| Arbitri: | Andreu Marín Ignacio García |

|           |           |           |
| Elísson 9 | Marcatori | Bánhidi 6 |

| Arbitri: | Lars Jørum Håvard Kleven |

|         |           |            |
| Smits 7 | Marcatori | Iturriza 7 |

### Girone C

#### Classifica
| Pos. | Squadra | Pt | G | V | N | P | GF | GS  | DR  |
| ---- | ------- | -- | - | - | - | - | -- | --- | --- |
| 1.   | Francia | 6  | 3 | 3 | 0 | 0 | 92 | 70  | +22 |
| 2.   | Croazia | 4  | 3 | 2 | 0 | 1 | 83 | 72  | +11 |
| 3.   | Serbia  | 2  | 3 | 1 | 0 | 2 | 76 | 75  | +1  |
| 4.   | Ucraina | 0  | 3 | 0 | 0 | 3 | 71 | 105 | -34 |

#### Risultati
| Arbitri: | Lars Jørum Håvard Kleven |

|         |           |          |
| Kukić 7 | Marcatori | Horiha 6 |

| Arbitri: | Václav Horáček Jiří Novotný |

|         |           |          |
| Čupić 6 | Marcatori | Descat 7 |

| Arbitri: | Boris Mandák Mário Rudinský |

|        |           |          |
| Nahi 5 | Marcatori | Horiha 7 |

| Arbitri: | Robert Schulze Tobias Tönnies |

|                     |           |               |
| Čupić, Martinović 6 | Marcatori | Radivojević 5 |

| Arbitri: | Bogdan Stark Romeo Ştefan |

|             |           |                     |
| Artemenko 5 | Marcatori | Martinović, Šipić 7 |

| Arbitri: | Vaidas Mažeika Mindaugas Gatelis |

|        |           |               |
| Mahé 6 | Marcatori | Radivojević 7 |

### Girone D

#### Classifica
| Pos. | Squadra     | Pt | G | V | N | P | GF | GS | DR  |
| ---- | ----------- | -- | - | - | - | - | -- | -- | --- |
| 1.   | Germania    | 6  | 3 | 3 | 0 | 0 | 97 | 81 | +16 |
| 2.   | Polonia     | 4  | 3 | 2 | 0 | 1 | 88 | 81 | +7  |
| 3.   | Bielorussia | 2  | 3 | 1 | 0 | 2 | 78 | 88 | -10 |
| 4.   | Austria     | 0  | 3 | 0 | 0 | 3 | 86 | 99 | -13 |

#### Risultati
| Arbitri: | Bojan Lah David Sok |

|                    |           |                   |
| Häfner, Schiller 8 | Marcatori | Kuleš, Vajlupaŭ 7 |

| Arbitri: | Jesper Madsen Mads Hansen |

|           |           |          |
| Frimmel 8 | Marcatori | Moryto 9 |

| Arbitri: | Matija Gubica Boris Milošević |

|             |           |           |
| Kastening 9 | Marcatori | Frimmel 9 |

| Arbitri: | Charlotte Bonaventura Julie Bonaventura |

|            |           |             |
| Vajlupaŭ 5 | Marcatori | Krajewski 7 |

| Arbitri: | Slave Nikolov Gjorgji Nachevski |

|          |           |            |
| Moryto 7 | Marcatori | Steinert 9 |

| Arbitri: | Boris Mandák Mário Rudinský |

|            |           |           |
| Vajlupaŭ 8 | Marcatori | Bozovic 7 |

### Girone E

#### Classifica
| Pos. | Squadra              | Pt | G | V | N | P | GF | GS | DR  |
| ---- | -------------------- | -- | - | - | - | - | -- | -- | --- |
| 1.   | Spagna               | 6  | 3 | 3 | 0 | 0 | 88 | 78 | +10 |
| 2.   | Svezia               | 3  | 3 | 1 | 1 | 1 | 85 | 77 | +8  |
| 3.   | Rep. Ceca            | 3  | 3 | 1 | 1 | 1 | 80 | 74 | +6  |
| 4.   | Bosnia ed Erzegovina | 0  | 3 | 0 | 0 | 3 | 61 | 85 | -24 |

#### Risultati
| Arbitri: | Ivan Pavićević Miloš Ražnatović |

|            |           |          |
| Gurbindo 6 | Marcatori | Hrstka 6 |

| Arbitri: | Ádám Bíró Olivér Kiss |

|         |           |            |
| Wanne 6 | Marcatori | S. Burić 4 |

| Arbitri: | Charlotte Bonaventura Julie Bonaventura |

|         |           |             |
| Klíma 8 | Marcatori | Hamidović 5 |

| Arbitri: | Arthur Brunner Morad Salah |

|             |           |         |
| Fernández 8 | Marcatori | Wanne 8 |

| Arbitri: | Bojan Lah David Sok |

|           |           |          |
| Karačić 6 | Marcatori | Casado 7 |

| Arbitri: | Matija Gubica Boris Milošević |

|                 |           |                  |
| Babák, Piroch 5 | Marcatori | Sandell, Wanne 5 |

### Girone F

#### Classifica
| Pos. | Squadra    | Pt | G | V | N | P | GF | GS | DR  |
| ---- | ---------- | -- | - | - | - | - | -- | -- | --- |
| 1.   | Russia     | 6  | 3 | 3 | 0 | 0 | 88 | 76 | +12 |
| 2.   | Norvegia   | 4  | 3 | 2 | 0 | 1 | 92 | 77 | +15 |
| 3.   | Slovacchia | 2  | 3 | 1 | 0 | 2 | 83 | 97 | -14 |
| 4.   | Lituania   | 0  | 3 | 0 | 0 | 3 | 82 | 95 | -13 |

#### Risultati
| Arbitri: | Jónas Elíasson Anton Palsson |

|             |           |               |
| Kosorotov 9 | Marcatori | Malašinskas 5 |

| Arbitri: | Arthur Brunner Morad Salah |

|        |           |         |
| Toft 5 | Marcatori | Urban 6 |

| Arbitri: | Slave Nikolov Gjorgji Nachevski |

|         |           |               |
| Urban 7 | Marcatori | Malašinskas 8 |

| Arbitri: | Ivan Pavićević Miloš Ražnatović |

|            |           |            |
| Barthold 7 | Marcatori | Žitnikov 7 |

| Arbitri: | Mads Hansen Jesper Madsen |

|          |           |             |
| Prokop 8 | Marcatori | Kosorotov 7 |

| Arbitri: | Ádám Bíró Olivér Kiss |

|               |           |                     |
| Malašinskas 8 | Marcatori | Barthold, Sagosen 7 |

## Turno principale
Ciascuna squadra porta dal turno preliminare i punti conquistate e le reti realizzate contro la squadra del proprio girone ammessa al turno principale.

### Gruppo I

#### Classifica
| Pos. | Squadra     | Pt | G | V | N | P | GF  | GS  | DR  |
| ---- | ----------- | -- | - | - | - | - | --- | --- | --- |
| 1.   | Francia     | 8  | 5 | 4 | 0 | 1 | 148 | 131 | +17 |
| 2.   | Danimarca   | 8  | 5 | 4 | 0 | 1 | 149 | 123 | +26 |
| 3.   | Islanda     | 6  | 5 | 3 | 0 | 2 | 138 | 124 | +14 |
| 4.   | Croazia     | 3  | 5 | 1 | 1 | 3 | 124 | 136 | -12 |
| 5.   | Paesi Bassi | 3  | 5 | 1 | 1 | 3 | 137 | 156 | -19 |
| 6.   | Montenegro  | 2  | 5 | 1 | 0 | 4 | 134 | 160 | -26 |

#### Risultati
| Arbitri: | Lars Jørum Håvard Kleven |

|                          |           |         |
| B. Vujović, M. Vujović 7 | Marcatori | Čupić 7 |

| Arbitri: | Robert Schulze Tobias Tönnies |

|         |           |                  |
| Minne 8 | Marcatori | Baijens, Smits 4 |

| Arbitri: | Mirza Kurtagić Mattias Wetterwik |

|          |           |             |
| Gidsel 9 | Marcatori | Magnússon 8 |

| Arbitri: | Václav Horáček Jiří Novotný |

|                     |           |         |
| Čepić, B. Vujović 6 | Marcatori | Smits 9 |

| Arbitri: | Slave Nikolov Gjorgji Nachevski |

|               |           |              |
| 3 giocatori 5 | Marcatori | Magnússon 10 |

| Arbitri: | Andreu Marín Ignacio García |

|             |           |         |
| M. Hansen 8 | Marcatori | Marić 8 |

| Arbitri: | Robert Schulze Tobias Tönnies |

|               |           |         |
| Thorkelsson 6 | Marcatori | Lučin 6 |

| Arbitri: | Slave Nikolov Gjorgji Nachevski |

|          |           |           |
| Gidsel 9 | Marcatori | Baijens 6 |

| Arbitri: | Mirza Kurtagić Mattias Wetterwik |

|              |           |       |
| M. Vujović 7 | Marcatori | Mem 7 |

| Arbitri: | Andreu Marín Ignacio García |

|               |           |              |
| M. Vujović 11 | Marcatori | Magnússon 11 |

| Arbitri: | Mirza Kurtagić Mattias Wetterwik |

|          |           |               |
| Steins 6 | Marcatori | Martinović 12 |

| Arbitri: | Václav Horáček Jiří Novotný |

|               |           |               |
| Kirkeløkke 10 | Marcatori | Descat, Mem 8 |

### Gruppo II

#### Classifica
| Pos. | Squadra  | Pt | G | V | N | P | GF  | GS  | DR  |
| ---- | -------- | -- | - | - | - | - | --- | --- | --- |
| 1.   | Spagna   | 8  | 5 | 4 | 0 | 1 | 138 | 130 | +8  |
| 2.   | Svezia   | 8  | 5 | 4 | 0 | 1 | 134 | 117 | +17 |
| 3.   | Norvegia | 6  | 5 | 3 | 0 | 2 | 142 | 124 | +18 |
| 4.   | Germania | 4  | 5 | 2 | 0 | 3 | 127 | 134 | -7  |
| 5.   | Russia   | 3  | 5 | 1 | 1 | 3 | 129 | 136 | -7  |
| 6.   | Polonia  | 1  | 5 | 0 | 1 | 4 | 128 | 157 | -29 |

#### Risultati
| Arbitri: | Bojan Lah David Sok |

|           |           |         |
| Ermakov 5 | Marcatori | Wanne 9 |

| Arbitri: | Charlotte Bonaventura Julie Bonaventura |

|                 |           |           |
| Golla, Zieker 4 | Marcatori | Maqueda 6 |

| Arbitri: | Arthur Brunner Morad Salah |

|           |           |             |
| Moryto 10 | Marcatori | Barthold 10 |

| Arbitri: | Mads Hansen Jesper Madsen |

|            |           |          |
| Santalov 6 | Marcatori | Casado 7 |

| Arbitri: | Ivan Pavićević Miloš Ražnatović |

|                     |           |               |
| Krajewski, Moryto 5 | Marcatori | 3 giocatori 4 |

| Arbitri: | Bojan Lah David Sok |

|         |           |        |
| Golla 4 | Marcatori | Toft 7 |

| Arbitri: | Charlotte Bonaventura Julie Bonaventura |

|         |           |             |
| Sićko 8 | Marcatori | Kosorotov 8 |

| Arbitri: | Arthur Brunner Morad Salah |

|          |           |         |
| Köster 4 | Marcatori | Wanne 6 |

| Arbitri: | Ivan Pavićević Miloš Ražnatović |

|           |           |            |
| Maqueda 6 | Marcatori | Barthold 6 |

| Arbitri: | Bojan Lah David Sok |

|          |           |                |
| Moryto 6 | Marcatori | Casado, Solé 4 |

| Arbitri: | Ivan Pavićević Miloš Ražnatović |

|         |           |             |
| Golla 6 | Marcatori | Kosorotov 8 |

| Arbitri: | Mads Hansen Jesper Madsen |

|           |           |            |
| Chrintz 6 | Marcatori | Reinkind 6 |

## Fase a eliminazione diretta

### Tabellone
|  | Semifinali | Semifinali | Semifinali |        |        | Finale          | Finale          | Finale          |  |
|  |            |            |            |        |        |                 |                 |                 |  |
|  | Francia    | Francia    | 33         |        |        |                 |                 |                 |  |
|  | Francia    | Francia    | 33         |        |        |                 |                 |                 |  |
|  | Svezia     | Svezia     | 34         |        |        |                 |                 |                 |  |
|  | Svezia     | Svezia     | 34         |        | Svezia | Svezia          | 27              |                 |  |
|  |            |            |            |        | Svezia | Svezia          | 27              |                 |  |
|  |            |            | Spagna     | Spagna | 26     |                 |                 |                 |  |
|  | Spagna     | Spagna     | Spagna     | Spagna | 26     | 29              |                 |                 |  |
|  | Spagna     | Spagna     |            |        |        | 29              |                 |                 |  |
|  | Danimarca  | Danimarca  | 25         |        |        | Finale 3º posto | Finale 3º posto | Finale 3º posto |  |
|  | Danimarca  | Danimarca  | 25         |        |        |                 |                 |                 |  |
|  |            |            |            |        |        |                 |                 |                 |  |
|  |            |            |            |        |        | Francia         | Francia         | 32              |  |
|  |            |            |            |        |        | Francia         | Francia         | 32              |  |
|  |            |            |            |        |        | Danimarca       | Danimarca       | 35              |  |

### Semifinali
| Arbitri: | Slave Nikolov Gjorgji Nachevski |

|          |           |             |
| Gómez 11 | Marcatori | M. Hansen 8 |

| Arbitri: | Bojan Lah David Sok |

|                 |           |                |
| Descat, Minne 8 | Marcatori | Gottfridsson 9 |

### Finale 5º posto
| Arbitri: | Andreu Marín Ignacio García |

|              |           |           |
| Magnússon 10 | Marcatori | Sagosen 8 |

### Finale 3º posto
| Arbitri: | Václav Horáček Jiří Novotný |

|        |           |         |
| Mahé 8 | Marcatori | Holm 10 |

### Finale
| Arbitri: | Robert Schulze Tobias Tönnies |

|                      |           |                   |
| Bergendahl, Ekberg 5 | Marcatori | Figueras, Gómez 6 |

## Classifica finale
| Pos.    | Nazione              |
| ------- | -------------------- |
| Oro     | Svezia               |
| Argento | Spagna               |
| Bronzo  | Danimarca            |
| 4       | Francia              |
| 5       | Norvegia             |
| 6       | Islanda              |
| 7       | Germania             |
| 8       | Croazia              |
| 9       | Russia               |
| 10      | Paesi Bassi          |
| 11      | Montenegro           |
| 12      | Polonia              |
| 13      | Rep. Ceca            |
| 14      | Serbia               |
| 15      | Ungheria             |
| 16      | Slovenia             |
| 17      | Bielorussia          |
| 18      | Slovacchia           |
| 19      | Portogallo           |
| 20      | Austria              |
| 21      | Lituania             |
| 22      | Macedonia del Nord   |
| 23      | Bosnia ed Erzegovina |
| 24      | Ucraina              |

|  | Qualificata al campionato mondiale 2023 e al campionato europeo 2024 |
|  | Qualificata al campionato mondiale 2023                              |
|  | Qualificata al campionato europeo 2024                               |

## Statistiche

### All-Star Team e premi
L'All-Star Team e i premi individuali sono stati annunciati dall'EHF il 30 gennaio 2022.
| Ruolo             | Giocatore                 |
| ----------------- | ------------------------- |
| MVP               | Jim Gottfridsson          |
| Miglior difensore | Oscar Bergendahl          |
| Portiere          | Viktor Gísli Hallgrímsson |
| Ala destra        | Aleix Gómez               |
| Terzino destro    | Mathias Gidsel            |
| Centrale          | Luc Steins                |
| Terzino sinistro  | Mikkel Hansen             |
| Ala sinistra      | Miloš Vujović             |
| Pivot             | Johannes Golla            |

### Classifica marcatori
Fonte: EHF.
| Pos. | Nome                | Nazionale   | Reti | Tiri | %   |
| ---- | ------------------- | ----------- | ---- | ---- | --- |
| 1    | Ómar Ingi Magnússon | Islanda     | 59   | 80   | 74% |
| 2    | Mikkel Hansen       | Danimarca   | 47   | 68   | 69% |
| 3    | Arkadiusz Moryto    | Polonia     | 46   | 61   | 75% |
| 4    | Kay Smits           | Paesi Bassi | 45   | 62   | 73% |
| 4    | Hampus Wanne        | Svezia      | 45   | 56   | 80% |
| 6    | Hugo Descat         | Francia     | 43   | 57   | 75% |
| 6    | Sander Sagosen      | Norvegia    | 43   | 71   | 61% |
| 8    | Sebastian Barthold  | Norvegia    | 42   | 54   | 78% |
| 9    | Milos Vujović       | Montenegro  | 41   | 57   | 72% |
| 10   | Aleix Gómez         | Spagna      | 40   | 53   | 76% |